# Torà de Tost
Torà de Tost és un nucli del municipi de la Ribera d'Urgellet, a l'Alt Urgell. El poble, actualment amb una població de 19 habitants, es troba aigua amunt del riu de Tost a 1.014 metres d'altitud. Situat al vessant septentrional de la serra de Tost. S'hi pot trobar l'església de la Mare de Déu de l'Esperança. Actualment la Vall de Tost està amenaçada pel projecte d'un abocador i d'una guixera per part d'una multinacional, amb l'oposició veïnal creant una plataforma per evitar portar endavant aquests projectes.